# Lawrence Heaney
Lawrence Richard Heaney (Washington, 2 dicembre 1952) è uno zoologo statunitense.
Ottiene la Laurea in Sistematica ed Ecologia presso l'Università del Kansas nel 1979.
Specializzato negli ecosistemi delle isole, ha scoperto diverse specie di Mammiferi principalmente nelle Filippine.
Attualmente è Direttore della Divisione dei Mammiferi presso il Field Museum of Natural History di Chicago, Illinois.
A lui sono state dedicate le seguenti specie:
- Crateromys heaneyi - Ratto dalla coda lanosa di Panay
- Prionailurus bengalensis heaneyi